# لونا فولخنسیو
لونا فولخنسیو (اسپانیایی: Luna Fulgencio‎؛ زادهٔ ۵ فوریهٔ ۲۰۱۱) بازیگر اهل اسپانیا است. وی از سال ۲۰۱۶ میلادی تاکنون مشغول فعالیت بوده‌است.
از فیلم‌ها یا مجموعه‌های تلویزیونی که وی در آن‌ها نقش داشته‌است، می‌توان به سقوط، مانع، آزمون و سراب اشاره نمود.